# Jubal
Jubal je bio sin Lameka i Ade, brat Jabala te polubrat Tubal-Kajina i Naame. Bio je Kajinov potomak, "praotac svih koji sviraju na liru i sviralu". Prema Gordonu Wenhamu, pod sviralom se misli na Panovu frulu.